# Eumelea olivacea
Eumelea olivacea är en fjärilsart som beskrevs av George Francis Hampson 1891. Eumelea olivacea ingår i släktet Eumelea och familjen mätare. Inga underarter finns listade i Catalogue of Life.